# Карл Фердинанд фон Мандершайд
Карл Фердинанд фон Мандершайд (на немски: Karl Ferdinand von Manderscheid; † 19 декември 1697 в Аахен) е граф на Мандершайд-Бланкенхайм, Геролщайн и Руси.
Той е син на граф Фердинанд Лудвиг фон Мандершайд-Геролщайн (1613 – 1670) и съпругата му графиня Доротея Катарина фон Льовенщайн-Вертхайм-Рошфор(1618 – 1660), дъщеря на граф Йохан Дитрих фон Льовенщайн-Вертхайм-Рошфор (1585 – 1644) и графиня Йосина де ла Марк-Рошфор (1583 – 1626). Внук е на граф Карл фон Мандершайд в Геролщайн (1574 – 1649) и графиня Анна Салома фон Мандершайд-Шлайден-Вирнебург, наследничка на Кроненбург (1578 – 1648).
С Карл-Фердинанд линията „Мандершайд-Бланкенхайм-Геролщайн“ изчезва през 1697 г.

## Фамилия
Карл Фердинанд фон Мандершайд се жени на 16 ноември 1671 г. за графиня Мария Катарина фон Кьонигсег-Ротенфелс (* 30 април 1640, Именщат; † 25 декември 1722), дъщеря на граф Хуго фон Кьонигсег-Ротенфелс (1596 – 1666) и Каролина Лудовика фон Зулц (1616/1617 - 1651). Бракът е бездетен.